# توپوگرافی

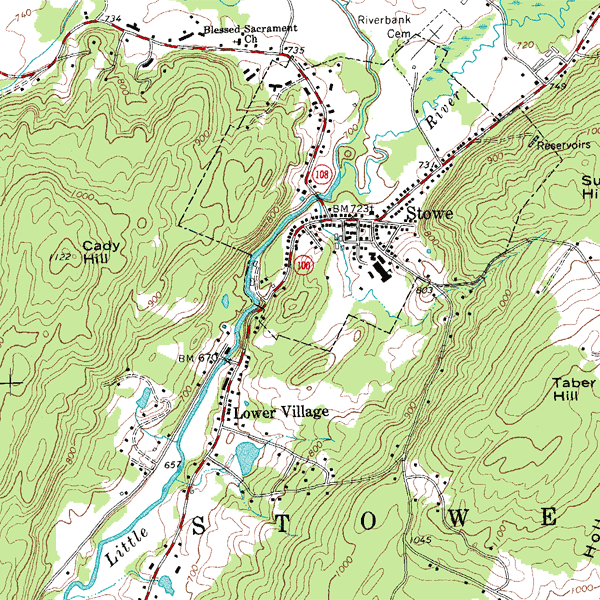
نقشه توپوگرافی با نمایش فواصل

پراکندگی ناهمواری‌ها در ایران در نقشه توپوگرافی

توپوگرافی (به انگلیسی: Topography) که عارضه‌نگاری، مکان‌نگاری یا جانگاری (به یونانی: topo - τόπος: «جا، مکان» و γράφω graphia: «نوشتن») نیز نامیده می‌شود، به تحقیق بر روی شکل سطح زمین، ویژگی‌های سیاره‌ها، بدن انسان و … که به وسیله تصویربرداری یا نقشه‌برداری صورت می‌گیرد، گفته می‌شود. همچنین در این روش علمی، شرحی در مورد تحقیق از سطح مورد نظر و ویژگی‌های آن سطح، همراه با توصیف آن در نقشه آورده می‌شود.
در معنای وسیع‌تر، از توپوگرافی به‌طور کلی می‌توان برای نمایش جزئیات محلی، نه تنها نمایش برجستگی‌ها بلکه نمایش گستره گیاهی، عوارض طبیعی و اجسام و ویژگی‌های ساخته شده توسط انسان و حتی نمایش جزئیات مکان‌های تاریخی و فرهنگی استفاده کرد.
استفاده از توپوگرافی قدیمی، هنوز هم در اروپا با عنوان کارهای مطالعاتی و تحقیقاتی رایج است. در توپوگرافی به صورت خاص کارهایی از قبیل ضبط برجستگی‌های زمین یا سطح زمین (دشت‌ها) با تصویربرداری و کیفیت سه‌بعدی و به صورت خاص برای مطالعه دقیق و دقیق شدن بر زمین‌چهرها (به انگلیسی: land forms) انجام می‌شود و به همین علت، توپوگرافی با عنوان جغرافیای اندازه‌گیری تصویری (به انگلیسی: geomorphometry) شناخته می‌شود.
در عصر حاضر این نسل نوین توپوگرافی با استفاده از انبوهی از اطلاعات به صورت الکترونیکی بکار گرفته می‌شود. به علت ساختار پیچیده آن، اغلب اوقات به عنوان عامل گرافیکی‌ای در نظر گرفته می‌شود که توانایی تصویربرداری از تغییرهای سطح زمین در اثر عوامل طبیعی و نقشه‌برداری از آن را به روش‌های مختلف از جمله خط‌های نقشه برجسته، Hypsometric tints و سایه‌های برجستگی‌ها، داراست.